# St. Albani (Pustleben)

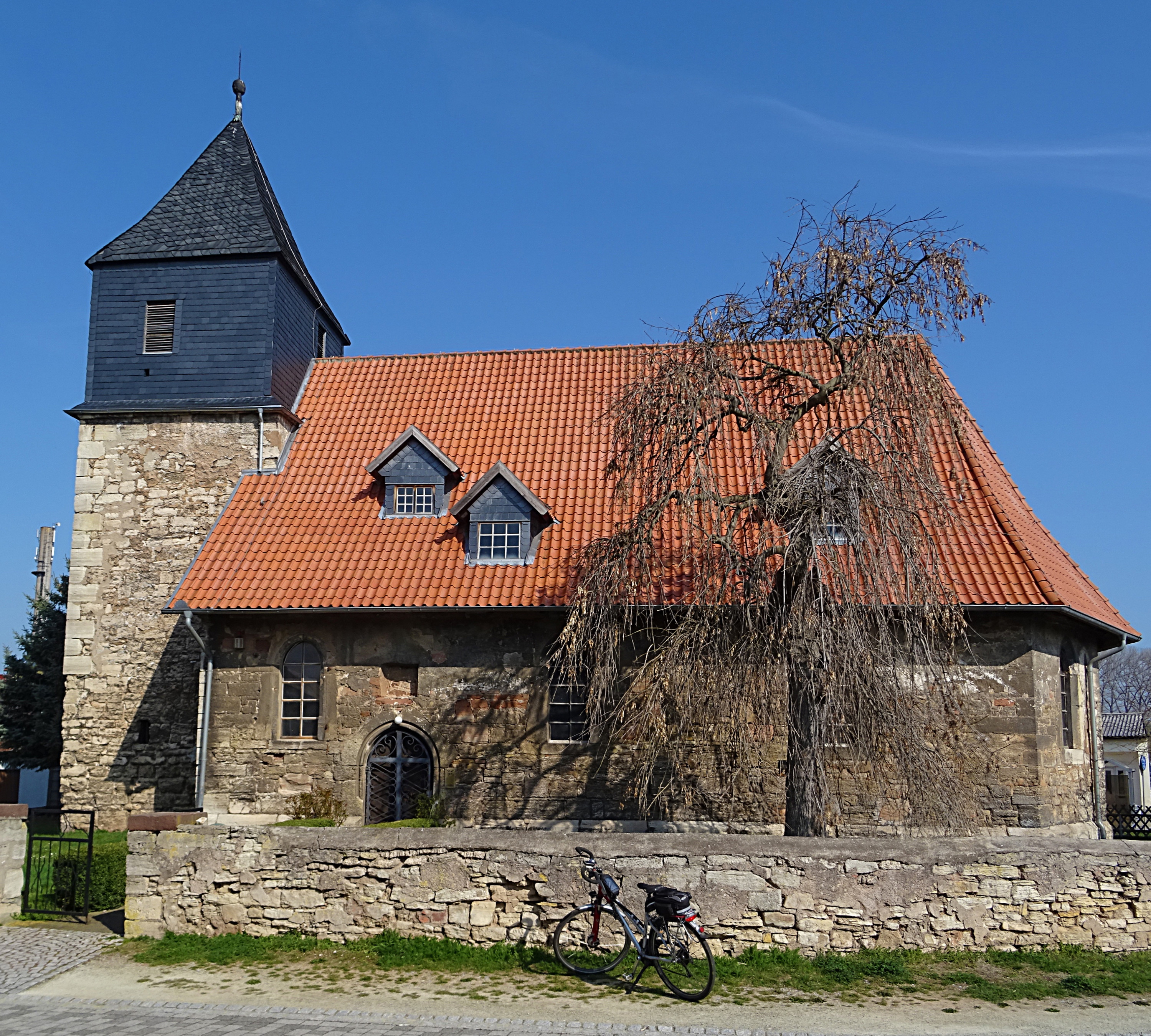
Außenansicht

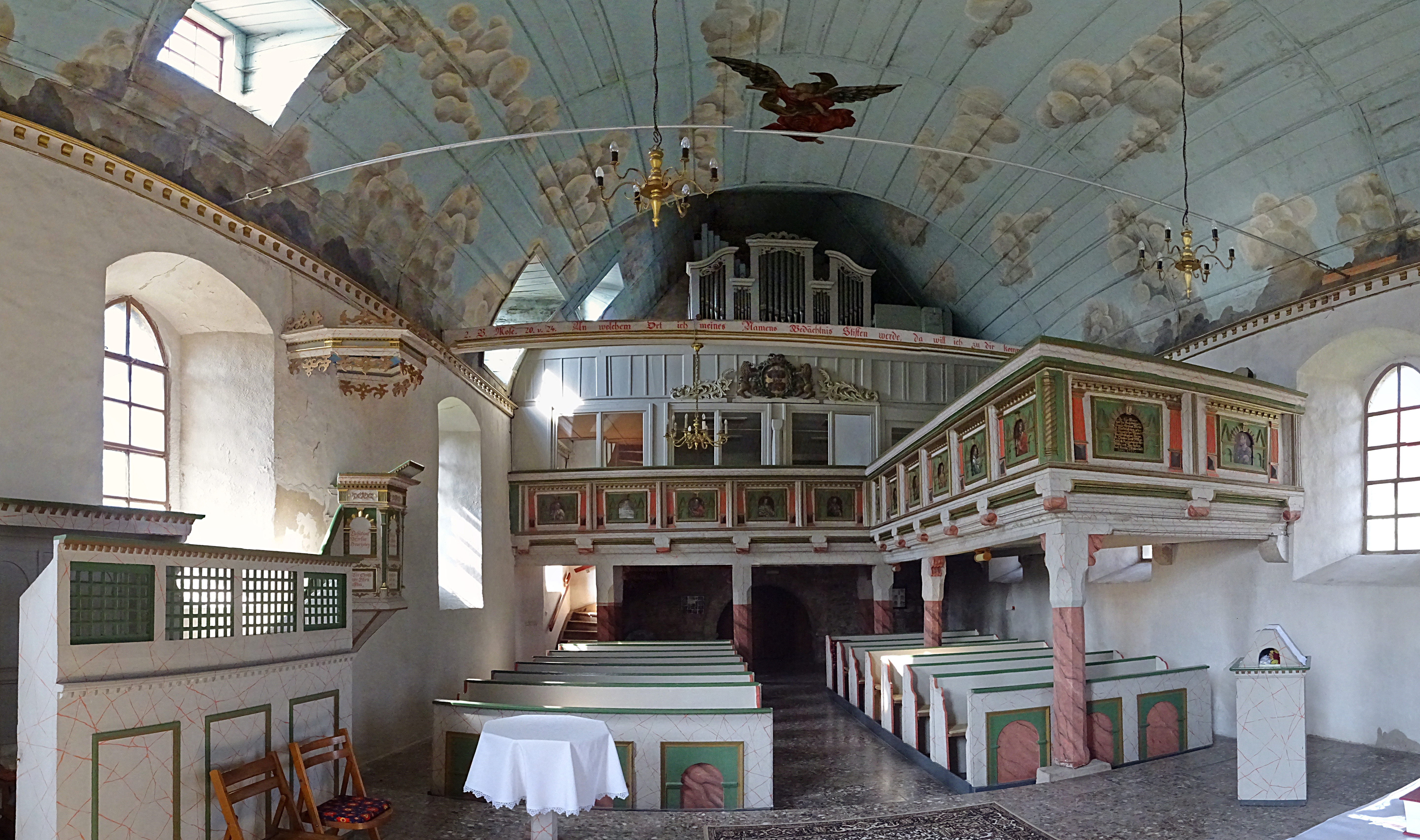
Innenansicht

Die evangelisch-lutherische, denkmalgeschützte Dorfkirche St. Albani steht in Pustleben, einem Ortsteil der Stadt Bleicherode im Landkreis Nordhausen in Thüringen. St. Albani gehört als Filialkirche zur Kirchengemeinde Wipperdorf des Pfarrbereichs Wipperdorf im Kirchenkreis Südharz der Evangelischen Kirche in Mitteldeutschland.

## Beschreibung

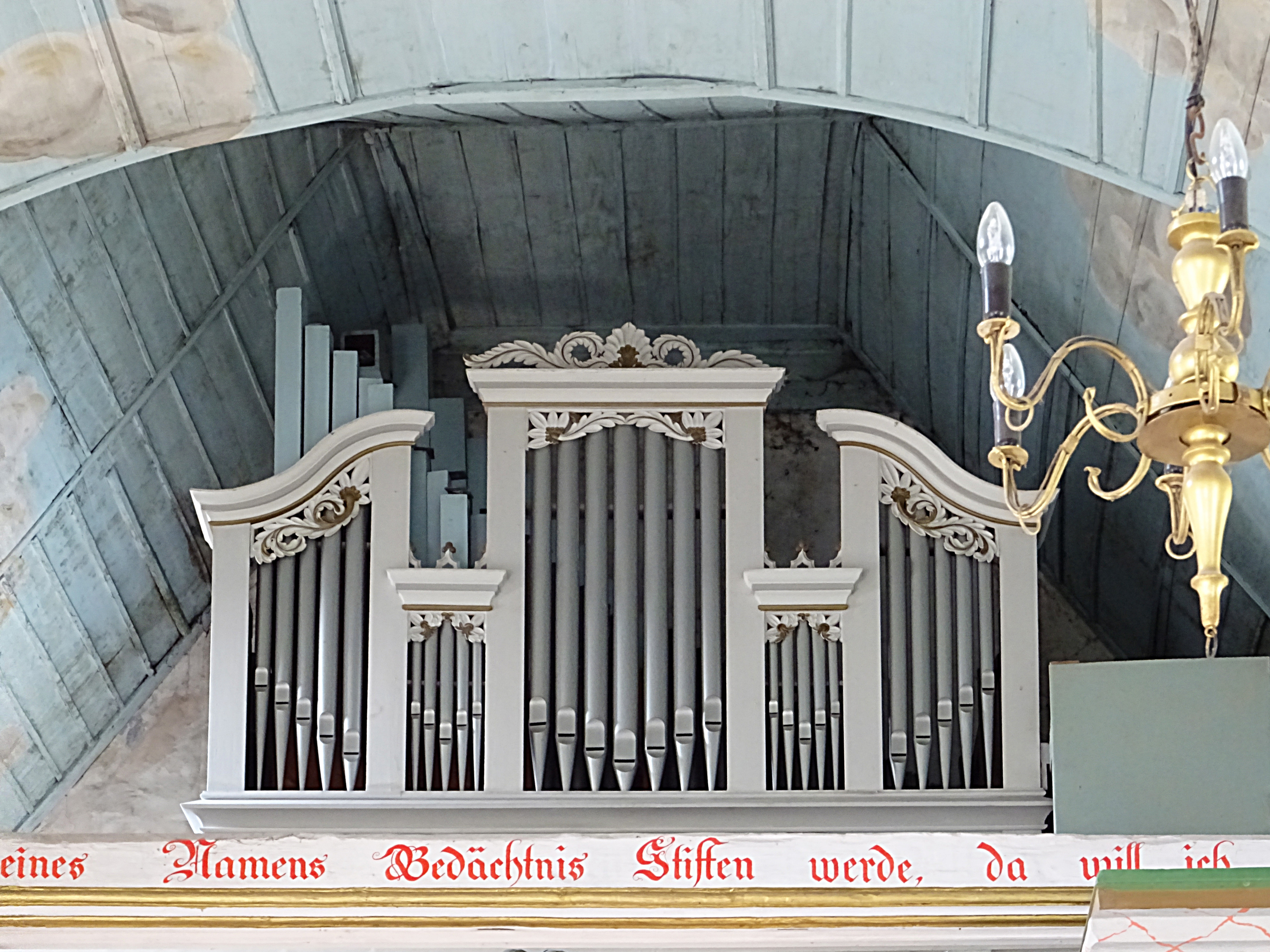
Prospekt der Knauf-Orgel

Die aus Bruchsteinen mit Ecksteinen im 16. Jahrhundert erbaute Saalkirche hat im Westen einen eingezogenen quadratischen Kirchturm, der vom Vorgängerbau stammt, und im Osten einen polygonalen Chor. Die steinernen Geschosse des Turms haben einen schiefergedeckten Aufsatz aus Fachwerk, der mit einem Pyramidendach bedeckt ist. In ihm hängt eine Glocke von 1467, die mit einem Relief einer Pietà versehen ist.

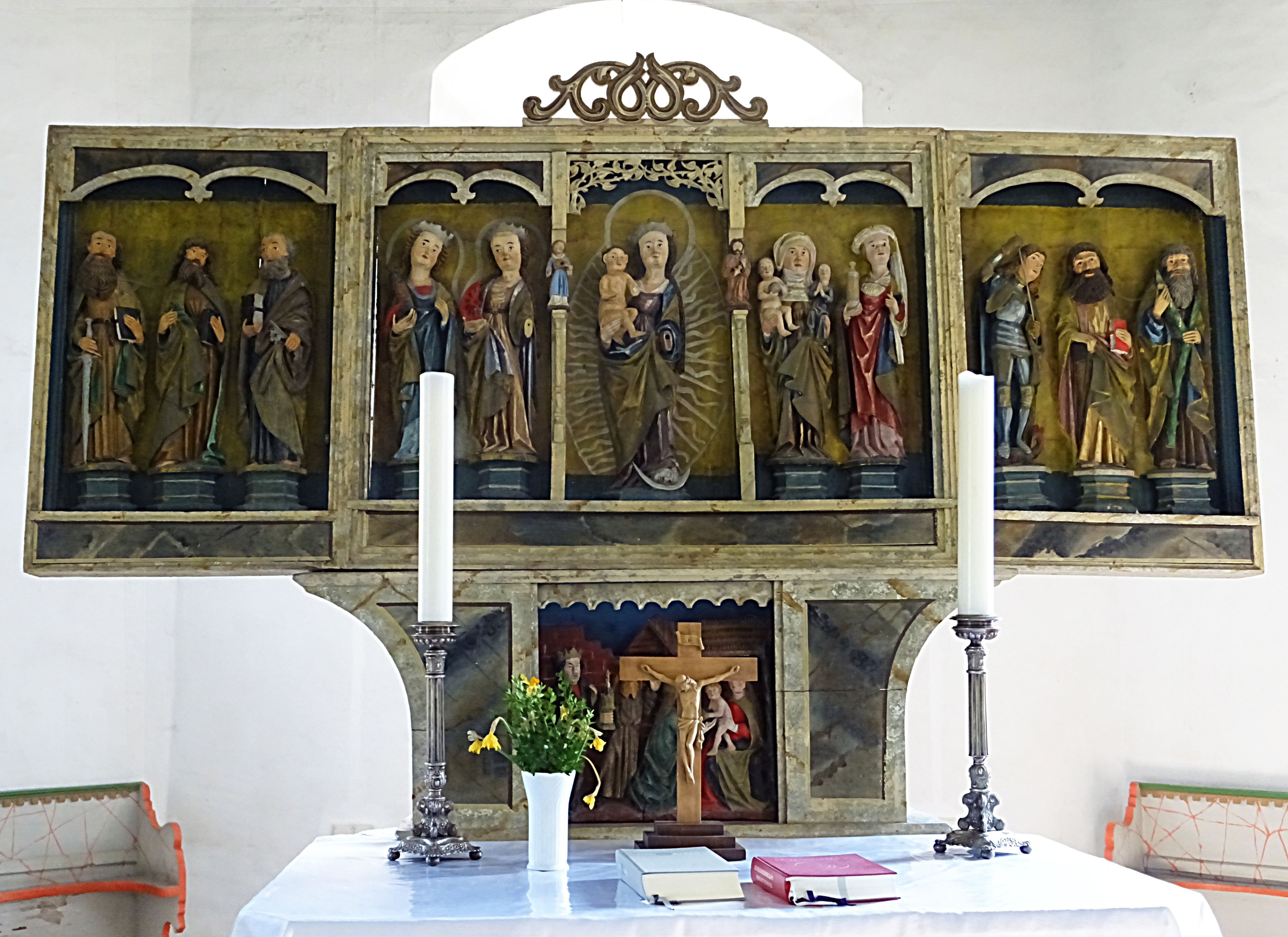
Schnitzaltar

Der Innenraum ist mit einem bemalten hölzernen Tonnengewölbe überspannt, der Altarraum ist mit einer halben Kuppel überdeckt. Im Norden und Westen sind Emporen, auf deren Brüstungen einige Apostel gemalt sind. Die barocke Kirchenausstattung stammt von 1716. Der hölzerne Flügelaltar, der um 1500 geschnitzt wurde, zeigt Maria und Kind im Schrein in der Mitte, vier Heilige und die Anbetung der Könige in der Predella. Die Orgel mit 14 Registern, verteilt auf zwei Manuale und Pedal, wurde 1867 von Gottlieb Knauf gebaut.